# 斯塔德爾
斯塔德尔（德語：Stadel）是瑞士联邦苏黎世州迪尔斯多夫区的市镇。该市镇面积为12.89平方千米，海拔高度436米，2018年12月31日人口数为2,289。

## 外部連結
- 斯塔德尔官方网站 （页面存档备份，存于） （德文）